# IC 4705
IC 4705 ist eine Balken-Spiralgalaxie vom Hubble-Typ SBa im Sternbild Pfau am Südsternhimmel. Sie ist schätzungsweise 155 Millionen Lichtjahre von der Milchstraße entfernt und hat einen Durchmesser von etwa 75.000 Lichtjahren.

Gemeinsam mit IC 4682, IC 4704, IC 4712 und PGC 61930 bildet sie die IC 4682-Gruppe.
Die Typ-Ia-Supernova NAME AT 2016cqz wurde hier beobachtet.
Das Objekt wurde am 20. August 1900 von DeLisle Stewart entdeckt.